# آصلانیان
آصلانیان (زبان ارمنی: Ասլանյան), یکی از نام‌های خانوادگی رایج در میان ارمنیان می‌باشد.
- لودمیلا آصلانیان، استاد بین‌المللی شطرنج زنان
- سامول آصلانیان، بازیکن هندبال
- نرایر آصلانیان، بازیکن فوتبال
- لوئیزا آصلانیان با نام ادبی لاس (نویسنده)، نویسنده
- امانوئل ملیک آصلانیان، موسیقی‌دان، آهنگساز، نظریه‌پرداز موسیقی
- مکرتیچ آسلانیان
- گرگوار آسلان،
- پیش‌نویس:سرگئی آصلانیان
- هاکوب آصلانیان
- امیرجان آصلانیان
- نازیک آصلانیان